# Dolenje pri Jelšanah
Dolenje pri Jelšanah este o localitate din comuna Ilirska Bistrica, Slovenia, cu o populație de 203 locuitori.